# Гайтча
Гайтча (фр. Gaïtcha Football Club de Nouméa) — новокаледонский футбольный клуб из города Нумеа. Домашние матчи проводит на стадионе «Нума Дали», вмещающем 10 000 зрителей. Игроки команды выступают в форме с синими и красными цветами.

## История
Команда основана в 1965 году. В 1971 году «Гайтча» дошла до финала Кубка Новой Каледонии, где уступила «Маженте» (1:2). Впервые чемпионом Новой Каледонии команда стала в 1974 году. Второй титул команда одержала спустя 16 лет — в 1990 году. В дальнейшем «Гайтче» удавалось стать чемпионом Новой Каледонии в 1999 и 2013 годах. Единственный раз в Кубке Новой Каледонии команда побеждала в 2011 году.
На Кубке тихоокеанских французских территорий в 1999 году «Гайтча» дошла до финала, уступив таитянскому «Венусу» (1:2).
В 2011 году благодаря победе в Кубке Новой Каледонии «Гайтча» сыграла в Кубке Франции. Единственный матч новокаледонская команда провела с «Компьенем» из любительского чемпионата Франции, который завершился поражением «Гайтчи» со счётом 0:9.
Чемпионство 2013 года дало клубу право выступать в Лиге чемпионов ОФК сезона 2014/15, где футболисты «Гайтчи» дошли до полуфинала, где уступили будущему победителю — «Окленд Сити» из Новой Зеландии.
В сезоне 2016 года команда заняла 11 место (из 13 команд-участниц) в чемпионате и вылетела в низший дивизион. По состоянию на 2022 год «Гайтча» играла во втором по силе дивизионе Новой Каледонии.

## Достижения
- Чемпион Новой Каледонии (4): 1974, 1990, 1999, 2013
- Бронзовый призёр Новой Каледонии (3): 1996, 2010, 2015
- Победитель Кубка Новой Каледонии: 2011
- Финалист Кубка Новой Каледонии (3): 1971, 1997, 2010

## Известные игроки

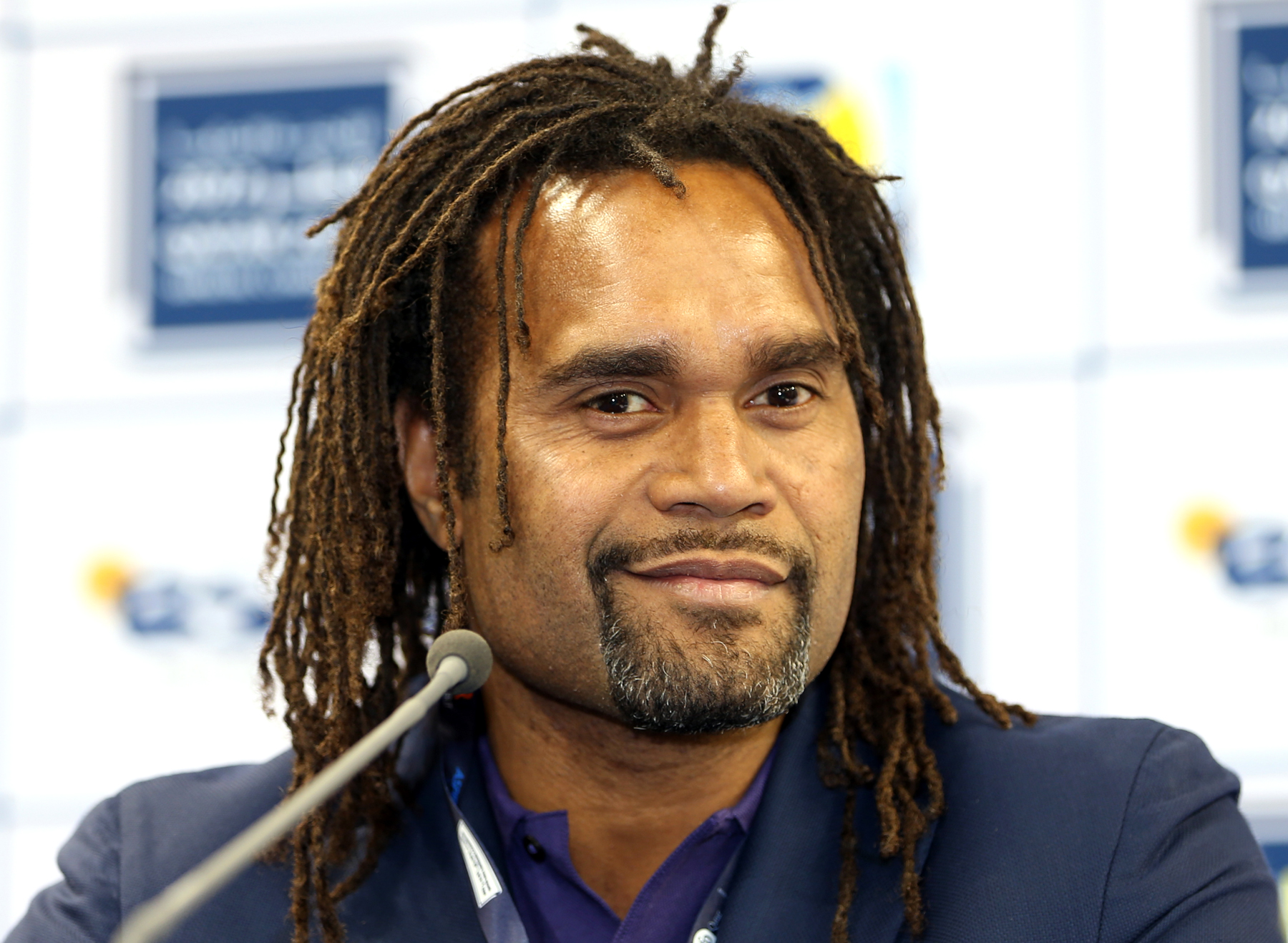
Кристиан Карамбё — самый известный воспитанник «Гайтчи»

Самым известным воспитанником клуба является Кристиан Карамбё — чемпион мира и Европы в составе сборной Франции. В разное время игроками «Гайтчи» также являлись футболисты, защищавшие цвета сборной Новой Каледонии.
- Кристиан Карамбё
- Рокки Найикейн
- Жоэль Ваканумуне
- Жорж Беарунэ
- Мариус Бако
- Мишель Хне
- Жан-Филипп Сайко (лучший бомбардир чемпионата Новой Каледонии 2013 года)[13]